# 桂芬 (道光举人)
桂芬（1820—1872），字岭芳、号古香、一号小泉，蒙古爾濟氏、又爾吉氏、勒濟氏、伍堯氏，正黄旗內務府人。清代国子监祭酒法式善之侄，道光二十三年举人，清朝官员。

## 生平
桂芬，字岭芳，号古香，一号小泉，行二，嘉庆庚辰八月二十日生，正黄旗内务府景楫管领下蒙古附生，道光二十三年顺天乡试举人（见《直省同年全錄: 道光23年[1843]癸卯科》）。桂芬是清代著名文人官吏法式善之堂侄，畅春园苑丞陞内管领吉顺之孙（吉顺为法式善父广顺兄弟），武英殿笔帖式伊清阿之子。同治三年，桂芬胞叔伊常阿（又伊昌阿，道光乙未恩科举人），在署镇迪道任上，和桂芬胞弟桂联家人，因索焕章回乱，随同乌鲁木齐都统平瑞阵亡。同治帝赐祭，赠伊常阿三品光禄寺卿衔。桂芬因胞叔伊常阿无子生存，于次年拣选外放云南以知县差委，钦加运同衔。同治十二年，卒于云南澂江府河阳县知县任上。桂芬同辈弟兄有进士候补内阁中书桂馨；桂瀚，寧壽宫笔帖式；桂濬，咸丰元年举人，国子监繩愆廳监丞。

## 家庭
根据法式善父广顺乾隆二十五年同年齿录、法式善堂弟伊常阿即桂芬胞叔道光十五年顺天乡试齿录、法式善堂侄桂芬《直省同年全錄: 道光23年[1843]癸卯科》、法式善嗣孙來秀的道光三十年同年齿录、台湾故宫权威资料和第一历史档案库整理。
- 始祖福乐或代通，来自蒙古察哈尔。
- 天祖孟成（又梦成），内务府管领、郎中，配陈氏。
- 高祖六格（又陆格），内务府郎中，配王氏、胡氏和赵氏。
- 曾祖父母：本生曾祖穆隆阿，内务府笔帖式，娶何氏。桂芬嗣曾祖阿隆阿，圆明园库掌苑副，配韩氏，乾隆帝之慧賢皇貴妃胞姊高佳氏和韩锦之女。阿隆阿同侄子和顺年龄相近，和顺则娶高佳氏和韩锦之另一女。
- 曾伯叔祖: 常安（又长安），圆明园笔帖式，配赫舍里氏，护军参领巴什之女、平安（内务府员外郎）、保安（雍正己酉科举人）、明安（太学生）、永安。
- 祖：吉顺，畅春园苑丞陞内管领，和侄法式善年龄相近，在法式善之子桂馨嘉庆二十年早逝时尚在，配纪氏。其兄有廣順（内务府织染局司库，娶养心殿造办处库掌花善之女），和顺（圆明园银库副库掌，娶乾隆帝之慧賢皇貴妃胞姊高佳氏和韩锦之另一女）、信顺（造办处催长）、德顺（内务府官三仓仓掌）、同顺（比法式善年幼）、义顺（造办处六品库掌）、百顺。
- 父母：伊清阿（武英殿笔帖式），配曹氏。
- 胞叔：伊昌阿（伊常阿，道光乙未恩科举人，外放甘肃，同治索焕章回乱时，署镇迪道，和侄桂联及都统平瑞阵亡，赠三品光禄寺卿衔）、伊陞阿（御膳房拜唐阿）、伊精阿（国学生）。
- 堂伯叔：法式善（原名运昌）、会昌、恩昌、寿昌（内管领）、庆昌（武英殿笔帖式）、荣昌（内务府官三仓仓掌）。
- 兄弟：堂兄桂馨，法式善子, 嘉慶辛未科進士，候补内阁中书，原配妻章佳氏（父正白旗满洲、三等子那彥成，祖父直隸總督阿思達，曾祖一等誠謀英勇公阿桂）；继妻索綽絡氏（父内务府正白旗满洲、乾隆癸丑科進士英和，祖父乾隆二年丁巳恩科進士德保）。胞弟候补通判桂联，同治索焕章回乱时，和胞叔护理镇迪道伊常阿、都统平瑞等阵亡，朝廷祭恤。堂兄弟桂濬（荣昌子，德顺孙，保安曾孙，娶内务府正黄旗汉军张氏骁骑校嵩峻之女），候选盐场大使国史馆行走，咸丰元年科举人，国子监繩愆廳监丞；桂瀚（桂濬胞弟），寧壽宫笔帖式。
- 堂姐: 伍堯氏一，嫁雲南騰越鎮總兵伊爾根覺羅氏世泰（父乾隆四年己未科繙譯進士文敬公三寶，三寶有七女，一半嫁入皇室，一人嫁傅恒孙乾隆外孙丰绅济伦）。伍堯氏二，嫁宗室雲奎（父成都副都统宗室東林，雲奎子恩繼左翼宗學副管）。伍堯氏三，嫁内务府广储司六库郎中启元，启元父福森（原名福宁，避讳道光帝改名福森）曾任六库郎中、長蘆鹽政兼天津关监督、奉宸苑卿、武備院卿、上駟院卿兩淮鹽政，办理漆飾大行皇帝梓宮。启元伯福英九江关监督。启元祖父额尔登布曾任九江关监督、热河总管、杭州织造、粤海关监督，为福康安、福隆安属下，与前任粤监督佛宁、和珅有交往，见《和珅供词》。启元兄弟启承造办处郎中，其女张佳氏嫁宗室瑞观。
- 堂侄：进士來秀（法式善养孙）。來秀妻完顏氏妙蓮保，其父内务府镶黄旗满洲、嘉慶己巳科進士麟慶。因法式善之子桂馨早逝无子，法式善叔叔内管领吉顺，即桂芬父，呈请将桂馨姐夫世泰之三子文锦过继为嗣，改名來秀。來秀胞兄二，文都（妻闽浙总督慧成胞姊戴佳氏）、文璲（妻伍堯氏，法式善孙女，桂馨女），皆举人。